# Spinivalva
Spinivalva is een geslacht van vlinders uit de familie mineermotten (Gracillariidae).
Het geslacht omvat één soort:
- Spinivalva gaucha Moreira & Vargas, 2013